# Mina de Valdeflores
La mina de San José de Valdeflores o simplemente mina de Valdeflores (a veces escrito "Valdeflórez") es una antigua mina de estaño, litio y turquesa situada en la sierra de la Mosca, en el término municipal de Cáceres (Extremadura, España).
La mina fue abandonada en la década de 1980 debido a su baja productividad económica y actualmente sus ruinas son uno de los principales elementos del patrimonio histórico-industrial de la ciudad. Existe actualmente un debate sobre si el yacimiento podría volver a ser explotado con nuevas técnicas que lo hicieran rentable, lo cual ha generado expectación por la importancia económica que representaría a la par que oposición en la ciudad por los riesgos para los espacios naturales próximos.

## Localización
Su emplazamiento dista dos kilómetros escasos o menos, tanto del núcleo poblacional de la ciudad de Cáceres, al oesnoroeste, como de la reserva ornitológica de la Romanilla, al nordeste, y unos tres del término municipal de Sierra de Fuentes, al estesudeste.
Asimismo, se encuentra prácticamente rodeada (norte-este-sur-suroeste), en un radio de menos de dos kilómetros norte-sur y de unos tres y medio nordeste-este-sureste, por la Zona de Interés Regional «Llanos de Cáceres y Sierra de Fuentes» —de la que la mencionada reserva ornitológica de la Romanilla forma parte—, declarada Zona de especial protección para las aves (ZEPA) en 1989, Espacio Natural Protegido por la Ley 8/1998, de 26 de junio, de Conservación de la Naturaleza y Espacios Naturales de Extremadura.

## Historia
Este yacimiento consta de filones de ambligonita-casiterita encajados en pizarra. Su explotación, en los años 70, se dedicó básicamente a la extracción de estaño, un mineral metálico y turquesa, un mineral de interés gemológico, si bien también, como subproducto, se extraía litio, un mineral metálico, .
En concreto, el estaño se obtenía como casiterita, el litio como ambligonita en filones con cuarzo, casiterita y moscovita, aunque en realidad como subproducto de explotación de la casiterita, y la turquesa (mezclada con ambligonita).
En cuanto a la extracción de litio, según estos autores, en esos años llegó a producir 400t de ambligonita que no se comercializaba salvo unas pequeñas partidas que se vendieron a la química italiana Montedison. Dichos autores citan también una investigación inicial de Tolsa, S.A., en torno a la posible futura explotación como yacimiento de litio.
Por lo que respecta a la turquesa, García y Martínez se refieren a él como el yacimiento que ha proporcionado el mayor suministro, calificándolo por ello como quizás el yacimiento más importante de turquesa de toda España.

## Situación actual
Tras su cierre, en los años ochenta, la zona de esta antigua mina ha vuelto a ser un espacio natural, en la umbría de la Montaña de Cáceres, las Minas de Valdeflores, , en pleno valle de Valdeflores. Este espacio natural es una extensión natural de la Zona de Interés Regional (ZIR) «Llanos de Cáceres y Sierra de Fuentes», que como hemos dicho anteriormente, fue declarada Zona de especial protección para las aves (ZEPA) en 1989 y Espacio Natural Protegido en 1998. Esto logra entenderse observando la cartografía oficial de la (ZIR) «Llanos de Cáceres y Sierra de Fuentes» y concretamente el mapa H29_J11.
Las Minas de Valdeflores es un paraje lleno de vida silvestre, con pleno valor turístico, el cual radica no solo en su valor paisajístico sino también tanto en su interés mineralógico como en la flora (bosque mediterráneo) y fauna (aves, reptiles y anfibios) autóctonas, siendo también, por tanto, no solo un lugar apropiado para hacer senderismo u otras actividades de turismo ecológico, sino también para llevar a cabo diversas actividades educativas que aprovechen estos valores naturales del entorno, como actividades o expediciones mineralógicas, botánicas, ornitológicas o herpetológicas.
De hecho, en la actualidad, los recursos naturales de la Montaña de Cáceres son puestos en valor por diversas actividades agroambientales y ecológicas como el proyecto Merineando, de pastoreo de un rebaño de un centenar de ovejas merinas negras (raza ovina en peligro de extinción) y el conjunto de iniciativas transversales Laneras, de aprovechamiento artesanal y sustentable de la lana, ambos de la Cooperativa Actyva.
Sin embargo, toda esta recuperación natural de la destrucción que supuso la mina, podría ser arrasada de prosperar el proyecto de reactivarla como una mina a cielo abierto de litio. Esto se entiende perfectamente comparando la imagen cartográfica del proyecto minero con el mapa del Espacio Natural Protegido «Llanos de Cáceres y Sierra de Fuentes».
Además, dicha reactivación generaría un probable peligro para la salud de la población cercana —viviendas dispersas en el entorno y barrios de la ciudad de Cáceres a apenas dos kilómetros— principalmente por el uso de los acuíferos, como así han advertido en una nota de prensa conjunta, , , , Ecologistas Extremadura, la Sociedad Española de Ornitología (SEO/BirdLife), Adenex, Ecologistas en Acción, la Sociedad Extremeña de Zoología, Acción por el Mundo Salvaje (AMUS), el Grupo de Trabajo y Conservación de la Grulla Común en Extremadura (GRUS Extremadura), Defensa y Estudio del Medio Ambiente (DEMA) y la Fundación Global Nature, e igualmente ha sido observado en situaciones similares anteriores, por más que los asoladores traten de purgar su culpa o pidan indulgencia o ser dignos de excusa, restaurando los paisajes degradados.
De hecho, la propia Junta de Extremadura advierte, en el Plan rector de uso y gestión de la Zona de Interés Regional Llanos de Cáceres y Sierra de Fuentes, de la posible incidencia negativa en la naturaleza de las explotaciones mineras:

«En el caso del enclave calizo situado al sur de la sierra de la Mosca (La Alberca, El Calerizo), de gran interés botánico, las explotaciones mineras pueden incidir negativamente por la destrucción directa del hábitat o por el impacto (visual, trasiego de vehículos, etc.) de sus actividades».
 Diario Oficial de Extremadura (DOE) (2009). ORDEN de 28 de agosto de 2009 por la que se aprueba el “Plan rector de uso y gestión de la Zona de Interés Regional Llanos de Cáceres y Sierra de Fuentes” (PDF). Mérida: Junta de Extremadura..

Para intentar evitar la destrucción del espacio natural las Minas de Valdeflores, hubo una campaña de recogida de firmas en la plataforma Change.org. Con el mismo objetivo se creó en 2017 la Plataforma Salvemos la Montaña de Cáceres que desde entonces lidera la oposición al proyecto de mina en la localidad de Cáceres.